# فيربيلكي
فيربيلكي (بالروسية: Вербилки) هي مدينة في مقاطعة موسكو أوبلاست في روسيا. يبلغ عدد سكانها حوالي 6419 نسمة.